# محمود کلاری
محمود کَلاری (زاده ۲۴ فروردین ۱۳۳۰) عکاس، مدیر فیلم‌برداری، بازیگر و کارگردان ایرانی است. او دوره تخصصی شناخت و تکنیک عکاسی را در نیویورک گذرانده و در آژانس بین‌المللی عکس خبری سیگما در پاریس عکاسی کرده‌است. او اولین نمایشگاه عکس خود را با عنوان «حکایت تنهایی آدم» در سال ۱۳۵۵ در تهران برگزار کرد. محمود کلاری ۴ بار موفق به دریافت سیمرغ بلورین بهترین فیلمبرداری از جشنواره فیلم فجر شده‌است و از این نظر رکورددار است.
کلاری در سال ۱۳۵۹ یکی از ۱۵ عکاس برتر سال توسط مجله تایم شناخته شد و عکس‌های او در مجلات فرانسوی، آلمانی و آمریکایی چاپ شده‌است. کلاری به ایران بازگشت و از سال ۱۳۶۳ تا ۱۳۶۵ بعنوان دبیر واحد عکاسی تلویزیون ملی فعالیت کرد او به عنوان استاد مهمان در دانشگاه تهران عکاسی خبری تدریس می‌کرد.
او فعالیت حرفه‌ای سینمایی‌اش را در سال ۱۳۶۳ با فیلمبرداری فیلم جاده‌های سرد آغاز کرد. از میان آثاری که محمود کلاری مدیریت فیلمبرداری آن‌ها را بر عهده داشته‌است می‌توان به فیلم برنده اسکار جدایی نادر از سیمین اثر اصغر فرهادی اشاره کرد. وی همچنین تجربه ساختن فیلم سینمایی «ابر و آفتاب» را دارد.

## فیلم‌بردار
- عنکبوت (۱۳۹۸)
- کلمبوس (۱۳۹۷)
- بمب؛ یک عاشقانه (۱۳۹۶)
- بهت (۱۳۹۶)
- خوک (۱۳۹۶)
- ساعت ۵ عصر (۱۳۹۵)
- بادیگارد (۱۳۹۴)
- فراری (۱۳۹۴)
- هفت ماهگی (۱۳۹۴)
- آتش‌بس ۲ (۱۳۹۳)
- کوچه بی‌نام (۱۳۹۳)
- مرگ ماهی (۱۳۹۳)
- اشباح (۱۳۹۲)
- تمشک (۱۳۹۲)
- ماهی و گربه (۱۳۹۱)
- گذشته (۱۳۹۱)
- استرداد (۱۳۹۰)
- برف روی کاج‌ها (۱۳۹۰)
- جدایی نادر از سیمین (۱۳۸۹)
- آدم‌کش (۱۳۸۸)
- شکلات داغ (۱۳۸۸)
- امشب شب مهتابه (۱۳۸۷)
- چهل سالگی (۱۳۸۷)
- هفت و پنج دقیقه (۱۳۸۷)
- خاک آشنا (۱۳۸۶)
- خواب لیلا (۱۳۸۶)
- صد سال به این سال‌ها (۱۳۸۶)
- خون‌بازی (۱۳۸۵)
- گرگ و میش (۱۳۸۵)
- نسل جادویی (۱۳۸۵)
- آفساید (۱۳۸۴)
- پرونده هاوانا (۱۳۸۴)
- یک بوس کوچولو (۱۳۸۳)
- بید مجنون (۱۳۸۳)
- ماهی‌ها عاشق می‌شوند (۱۳۸۳)
- بابا عزیز (۱۳۸۲)
- بوتیک (۱۳۸۲)
- سربازهای جمعه (۱۳۸۲)
- آبادان (۱۳۸۱)
- چشمان سیاه (۱۳۸۱)
- خانه‌ای روی آب (۱۳۸۰)
- نیمه پنهان (۱۳۸۰)
- آب و آتش (۱۳۷۹)
- بوی کافور، عطر یاس (۱۳۷۸)
- میکس (۱۳۷۸)
- باد ما را خواهد برد (۱۳۷۸)
- داستانهای جزیره (اپیزود اول، دختردایی گمشده) (۱۳۷۷)
- سیاوش (۱۳۷۷)
- قرمز (۱۳۷۷)
- درخت گلابی (۱۳۷۶)
- ابر و آفتاب (۱۳۷۵)
- لیلا (۱۳۷۵)
- نامزدی (۱۳۷۵)
- گبه (۱۳۷۴)
- سمفونی تهران (۱۳۷۳)
- همسر (۱۳۷۲)
- همسفر (۱۳۷۲)
- از کرخه تا راین (۱۳۷۱)
- چشمهایم برای تو (۱۳۷۱)
- سارا (۱۳۷۱)
- ردپای گرگ (۱۳۷۱)
- دلشدگان (۱۳۷۰)
- دو نفر و نصفی (۱۳۷۰)
- مرغابی وحشی (۱۳۷۰)
- گروهبان (۱۳۶۹)
- نوبت عاشقی (۱۳۶۹)
- ای ایران (۱۳۶۸)
- ریحانه (۱۳۶۸)
- مادر (۱۳۶۸)
- سرب (۱۳۶۷)
- ویزا (۱۳۶۶)
- شیر سنگی (۱۳۶۵)
- مدرسه موش‌ها (۱۳۶۳)

## کارگردان
1. آدم فروش (۱۴۰۲)
2. رقص با رؤیا (۱۳۷۹)
3. ابر و آفتاب (۱۳۷۵)

## بازیگر
- احمد به تنهایی (١۴٠٠)
- بمب؛ یک عاشقانه (۱۳۹۶) در نقش پدر میترا
- کارگران مشغول کارند (١٣٨۴) در نقش محسن
- جهان پهلوان تختی (۱۳۷۶)
- بانو (۱۳۷۰) در نقش دکتر

## جایزه‌ها و بزرگداشت‌ها
- ۱۳۶۵ - دریافت لوح زرین بهترین فیلمبرداری جشنواره فیلم فجربرای فیلم شیر سنگی
- ۱۳۶۷ - برنده سیمرغ بلورین بهترین فیلمبرداری از هفتمین جشنواره فیلم فجر برای فیلم سرب
- ۱۳۷۴ - برنده سیمرغ بلورین بهترین فیلمبرداری از چهاردهمین جشنواره فیلم فجر برای فیلم گبه
- ۱۳۷۷- دریافت جایزه اومبای طلایی برای فیلم ابر و آفتاب از جشنواره بین‌المللی فیلم ماردل پلاتا آرژانتین[۲]
- ۱۳۷۸ - برنده سیمرغ بلورین بهترین فیلمبرداری از هجدهمین جشنواره فیلم فجر برای فیلم بوی کافور، عطر یاس
- ۱۳۷۸- بزرگداشت از سوی جشنواره فیلم فجر
- ۱۳۸۲- بزرگداشت در جشنواره جشنواره سه قاره نانت بعد از ۱۵ سال به یک فیلمبردار اختصاص همراه با نمایشگاه عکس در کاخ فستیوال
- ۱۳۸۵- برنده سیمرغ بلورین بهترین دستاورد هنری برای فیلمبرداری سیاه و سفید فیلم خون‌بازی
- ۱۳۸۶ - کاندید لوح زرین بهترین فیلمبرداری جشن بزرگ سینمای ایران برای فیلم خون‌بازی
- ۱۳۸۷- بزرگداشت از سوی جشنواره فیلم فجر
- ۱۳۸۹ - برنده سیمرغ بلورین بهترین فیلمبرداری از بیست و نهمین جشنواره فیلم فجر برای فیلم جدایی نادر از سیمین
- ۱۳۹۰ - برنده قورباغه نقره‌ای و نامزد قورباغه طلایی نوزدهمین جشنواره بین‌المللی کمرایمیج لهستان برای فیلم جدایی نادر از سیمین
- ۱۳۹۱ - کاندید سیمرغ بلورین بهترین فیلم‌برداری برای فیلم استرداد[۳]
- ۱۳۹۳ - تندیس یک عمر دستاورد هنری از جشنواره دوبلین در ایرلند
- ۱۳۹۲ - تندیس بهترین فیلمبرداری نهمین جشن بزرگ سینمای ایران برای فیلم ماهی‌ها عاشق می‌شوند
- ۱۳۹۲ - برنده تندیس بهترین فیلم‌برداری برای فیلم استرداد، در جشن انجمن منتقدان سینمای ایران
- ۱۳۹۴ - بزرگداشت از سوی انجمن فیلمبرداران فرانسه آی اف سی و دریافت تندیس کم فلکس
- ۱۳۹۴ - کاندید سیمرغ بلورین بهترین فیلمبرداری سی و ششمین جشنواره فیلم فجر برای فیلم بادیگارد
- ۱۳۹۶ - کاندید سیمرغ بلورین بهترین فیلمبرداری سی و ششمین جشنواره فیلم فجر برای فیلم بمب؛ یک عاشقانه